# ハンドスプリング (企業)
ハンドスプリング（英: Handspring）は、Palm OS搭載の携帯情報端末を開発・販売していたアメリカ合衆国の企業。1998年6月に創業され、2003年10月にパーム社と合併し、そのハードウェア部門とともにパーム・ワン（Palm One Inc.）の一部となった。

## 経緯
1998年、パーム社の創業者のジェフ・ホーキンスとドナ・ドゥビンスキー、およびエド・コリガンがパーム社より独立して設立した。
1999年からVisorというPalm OSを搭載したPDAのシリーズを発売した。これは、完全なプラグアンドプレイを実現した独自の拡張スロット「スプリングボード」（Springboard）を搭載した製品で、さまざまなモジュールを差し替えることで、状況に応じてPDAをデジタルカメラやGPS、バーコードリーダーなどに変身させることができた。
2001年10月には携帯電話機能を内蔵したTreoを発表した。コミュニケータと呼ばれる種類の製品にシフトしていったが、2003年1-3月期の売上高は前年同期の5970万ドルから3080万ドルにほぼ半減した。
2003年6月、米PalmがHandspringを買収することを発表した。10月に買収が完了し、二人の創業者はパーム社の幹部として復帰することとなった。

## 主な製品
- Visorシリーズ
  - Visor Solo（1999年）[4]
  - Visor Deluxe（1999年）[4]

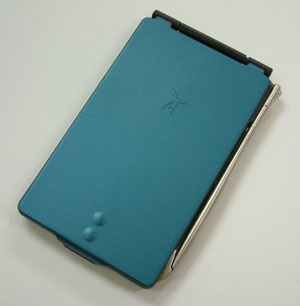
Visor Edge

  - Visor Platinum（2000年）[10]
  - Visor Prism（2000年）[10]
  - Visor Edge（2001年）[11]
  - Visor Neo（2001年）[12]
  - Visor Pro（2001年）[12]
- Treoシリーズ
  - Treo 180（英語版） / Treo 180g（2002年）
  - Treo 90（英語版）（2002年）
  - Treo 270（英語版） / Treo 300（2002年）
  - Treo 600（英語版） （2003年）

## Visor
Palm OS 3.0（〜Visor Deluxe）、Palm OS 3.5（Visor Platinum〜）をベースにしたPalmハンドヘルド互換機。基本的にそれまでのPalm機種を踏襲しているが、他機種と違いOSを格納したマスクROM＋ユーザー領域のSRAM（初代Visorは2MB、以降は8MB）となっている（OSへのパッチはSRAMにファイルを置いてフックを行うことで対処している）。
液晶解像度は160×160、Visor Prismが65536色カラー表示に対応、それ以外の機種は16階調モノクロ液晶である。
パソコンと同期を行うクレードルはUSB接続のものが標準であり、シリアルポート接続のものは別売。
サードパーティーから各種サプライ品が発売されたが、特記すべきは色違いボディー自体が販売されたことで、特にVisor Deluxeは標準で5色、サードパーティー製ボディも多数発売され、それまでのPalm機種にはないデザインとファッション性を主張した。本来は分解はメーカーサポート外ではあるが、スタイラスにボディーの十字ねじに対応したドライバーが収納されており、比較的簡単に分解してボディーを交換できるようになっていた。
背面上部に独自のSpringboardスロットがあり、Springboardモジュールを挿入することが出来るのが特徴（Visor Edgeは添付されているSpringboardアダプタを本体に接続し、そのアダプタにモジュールを挿入する）。
SpringboardスロットとSpringboardモジュールは68ピンのコネクタで接続される。標準のSpringboardモジュールはコンパクトフラッシュより横幅は一回り(54mm)、縦幅はふた周り程度(57mm)大きい（コンパクトフラッシュのデータを読み込むSpringboardモジュールがちょうど良いサイズとなる）。
Springboardモジュールにメモリ（フラッシュROM等）を搭載して、Springboardモジュールの動作に必要なプログラムを格納（さらには挿入した際に自動的に実行するように設定）することができるため、基本的にSpringboardモジュールを動作させるためのドライバやプログラムを別にインストールする必要がない。
また、本体にはマイクロフォンが内蔵されている。ただしマイクロフォンの入力はSpringboardモジュールに直結されており、Visor単体では利用することが出来ない。

### 主なSpringboardモジュールの一覧
- バックアップモジュール[13]
- フラッシュROMモジュール（ユーザー領域を追加）[13]
- コンパクトフラッシュなどのメモリカードのアダプタ[14]
- コンパクトフラッシュ型PHSアダプタ
- デジタルオーディオプレーヤー[15]
- デジタルカメラ[16]
- ボイスレコーダー
- プレゼンテーション（パワーポイントなどの画像を映像出力端子から出力する）
- FM音源[17]
- モデム[18]
- 無線LANアダプタ
- Bluetoothアダプタ
- 赤外線リモコンユニット
- GPSユニット[19]
- 低周波治療器
- 歩数計[20]
- ゲームソフト

デジタルオーディオプレイヤーやデジタルカメラなど時代の流行を取り入れた展開が行われたが、思うように価格が下がらずそれぞれの専用機種の性能アップのスピードについていけなかったために大きな話題となることはなくSpringboardモジュールの展開は終了した。

## 日本での展開
- 2000年2月、米Handspring社が日本法人「ハンドスプリング株式会社」を設立する[21]。
- 2000年6月、「Visor Deluxe日本語版」を発売する[22]。
- 2000年12月、「Visor Prism日本語版」「Visor Platinum日本語版」を発売する[23]。
- 2001年4月、「Visor Edge日本語版」を発売する[24]。
- 2001年9月、ハンドスプリングの営業部門が日本から撤退する[25]。

一時、日本ではSpringboardモジュール化したPHSを接続し、スマートフォンとして取り扱えるモジュールが構想され、開発されていたが、ハンドスプリングの方針転換、および日本撤退により開発が中止されて発売にはいたらなかった。